# Ева Ваништа Лазаревић
Ева Ваништа Лазаревић (Загреб, 1961) је архитекта и редовни је професор Архитектонског факултета у Београду.

## Образовање
Рођена је у Загребу 1961. године. Отац јој је познати југословенски и хрватски сликар, графичар и академик, проф. Јосип Ваништа.
Ева Ваништа Лазаревић је дипломирала на Архитектонском факултету у Загребу 1983. године. Последипломске студије похађала је из области Заштите градитељског наслеђа у Сплиту и Дубровнику, а магистарски рад је одбранила 1990. на Архитектонском факултету у Загребу. Од 1991. започиње универзитетску каријеру на Архитектонском факултету у Београду на коме је докторирала из области урбане обнове 1997.

## Каријера
Године 2008. постала је редовни професор на Архитектонском факултету у Београду.
Покренула је архитектонски биро - Атеље Ева Ваништа Лазаревић у којем је извела више десетина различитих пројеката. Пројекти су обухватали стамбене објекте, пословне комплексе и хотеле.
Позиционирана је на више разних функција, данас у својству члана Савета Архитектонског факултета и у Урбанистичкој секцији Инжењерске Коморе. До сада је била активна у два мандата као руководилац Департмана за урбанизам, као Главни инжењер у Министарству за социјални рад и политику Републике Србије на Јапанским донацијама, као Саветник Министарства за животну средину и просторно планирање Републике Србије за архитектуру и урбанизам и као члан Планске комисије Градске Владе Београда.

## Издања
Ауторка је две монографије (уџбеника) из области урбане обнове: Урбана реконструкција (1999.) и Обнова градова у новом миленијуму (2003.). Обе књиге су награђене наградама Међународног Салона урбанизма у категорији публикације. Увела је и организовала и Специјалистичке студије под истим насловом Обнова градова у новом миленијуму на Архитектонском факултету у Београду.

## Награде
Од двадесетак архитектонско-урбанистичких конкурса на којима је учествовала, добила је неколико интернационалних и девет националних награда. Аутор је четрдесетак научних радова везаних за интернационалне и националне конференције. Учествовала је на неколико светских конгреса из области одрживог развоја и урбанизма међу којима се издвајају онај у Хонг Конгу и у Тринити Колеџу у Даблину, Ирска.